# María Roësset Mosquera
María Roësset Mosquera (Espinho, Portugal, 21 de novembre de 1882 — Manila, Filipines, 3 d'octubre de 1921) va ser una pintora hispanoportuguesa. Era tia de la pintora Marisa Roësset Velasco, de l'escultora Marga Gil Roësset i de l'editora Consuelo Gil Roësset, germana al seu torn de Marga i cosina de Marisa.

## Vida
La seva mare, Margarita Mosquera, s'havia casat molt jove amb Eugenio Roësset Liot, enginyer civil d'origen francès que treballava en les línies ferroviàries. Quan va néixer María, la família es trobava a Espinho per la feina del seu pare. Al cap de poc temps es van traslladar a Madrid, on van néixer els seus germans Margot i Eugenio i es va desenvolupar la vida de la família. Els tres germans van rebre una educació acurada.
El 1904 es va casar amb Manuel Soriano Berrueta-Aldana, dinou anys més gran que ella. La va introduir en la societat culta madrilenya, on va tenir contacte amb Madrazo i Benito Pérez Galdós, entre d'altres. Van viatjar per Europa, la va incitar a dibuixar i pintar, però va ser després de morir el seu marit (1910) quan es va dedicar amb més entusiasme a l'art.

## Activitat pictòrica
Aquesta dedicació, que començà entorn de 1911, es perllongaria només fins al 1914, any en què emmalatí i deixà de pintar. Sembla que entre 1910 i 1911 assistí al taller del pintor Eduardo Chicharro i començà a acudir al Museu del Prado com a copista.
Pel que fa a la seva obra pictòrica original, que sovint signa amb l'acrònim MaRo, pren com a motiu les persones que té a prop, els seus fills i la seva família. I també ella mateixa i, així, aviat comença una sèrie d'autorrretrats intensos, de llum molt contrastada, un dels quals, de 1912, fou cedit el 1985 per la seva filla al Museu Reina Sofia, on es conserva.
El director del Museu, Alfonso Pérez la donà a conèixer amb un extens article el 1985 i al 1988 se celebrà una exposició al Centre Cultural Conde Duque, en què es mostraren quadres seus que fins aleshores havien quedat en el clos familiar. Més tard s'ha pogut tornar a veure obra seva a l'exposició Invitadas, del Museu del Prado (2020-2021).

## Obres
- Nu de nena amb braços creuats[8]
- Autoretrat de cos sencer, oli sobre llenç, 176 x 60 cm, signat, 1912.
- Gitana (presentada a l'Exposició Anglollatina de Londres de 1912)[9][10]
- Retrato de Margot, 1913